# Offignies

Offignies este o comună în departamentul Somme, Franța. În 1 ianuarie 2022 avea o populație de 86 de locuitori.